# アクトパル宇治
アクトパル宇治（アクトパルうじ）は、京都府宇治市の総合野外活動施設である。
1999年4月、宇治市により宇治市西笠取地区に開設された。自然体験や林間学習をはじめ、 スポーツ合宿や勉強合宿、各種研修といった用途に使われ、リクリエーションのためのキャンプスペースなどが存在する。年間来場者数は10万人を超える。
管理・運営は、平成23年4月より公益認定を受けた「公益財団法人　宇治市野外活動センター」による。

## 施設

### 管理棟
食堂、売店、研修室、宿泊室、洗濯室、浴室、天体観測室がある。
天体観測室は京都府下の公開天文台では最大の口径25cm屈折望遠鏡（ニコン製）が天体ドームの中に設置されており、予約さえすれば誰でも天体観察・太陽観察をする事ができる。
また、令和5年3月より宇治市図書館の配本所が開設され、予約資料（相互貸借資料を含み、視聴覚資料を除く）の受け取りや返却が行えるようになった。資料の授受は1階事務室窓口にて行い、返却については相互貸借資料および視聴覚資料を除き、併設の返却ポストも利用できる。なお、返却ポストは屋内設置のため、利用は宿泊客を除き開所時間内に限定される。

### 宿泊棟
平屋建ての宿泊棟4棟に宿泊室が6室ずつ計24室、定員6名の和室と定員8名の洋室があり、合計172名が宿泊可能。

### 体育館
バレーボールコート1面（練習用2面）、バスケットコート1面、バドミントンコート3面をとることができる。卓球台は6台を備えている。

### その他
テントサイト、川遊び場、アスレチックなど。

## 利用案内
休所日は、毎週月曜日（学校夏期休業期間及び国民の祝日を除く）および年末年始（12月28日 - 1月4日）である。

## 交通
- 京滋バイパス 笠取インターチェンジより北へ3分。